# Wish You Were Here (bài hát của Avril Lavigne)
"Wish You Were Here" là bài hát của ca sĩ người Canada, Avril Lavigne, phát hành như là đĩa đơn thứ ba trích từ album Goodbye Lullaby (2011). Bài hát được viết bởi Avril, Max Martin, Shellback, và sản xuất bởi Martin và Shellback. Theo Lavigne, bài hát cho thấy cô là người dễ bị tổn thương. Bài hát đã nhận được sự đánh giá tích cực từ các nhà phê bình âm nhạc, ca ngợi nó như là một điểm nhấn trong album.
Video ca nhạc của bài hát, được đạo diễn bởi Dave Meyers và lần đầu công chiếu vào ngày 09 tháng 9 năm 2011. Sau khi phát hành trên Internet, video đã nhận được sự đánh giá tích cực từ các nhà phê bình âm nhạc, ca ngợi vai diễn của Lavigne có cảm xúc. "Wish You Were Here" cũng có mặt trong danh sách của tour diễn, Black Star Tour.

## Danh sách ca khúc và định dạng
Đĩa đơn trực tuyến
1. "Wish You Were Here" – 3:45
2. "Wish You Were Here" (Acoustic Version) – 3:45

Đĩa đơn trực tuyến đặc biệt
1. "Wish You Were Here" – 3:45
2. "Wish You Were Here" (Acoustic Version) – 3:45
3. "Smile" (Acoustic Version) – 3:33
4. "Wish You Were Here" (music video) – 3:45

Đĩa đơn CD hạn chế (bản của người hâm mộ)
1. "Wish You Were Here" – 3:45
2. "Wish You Were Here" (Acoustic Version) – 3:45
3. "Smile" (Acoustic Version)
4. "What the Hell" (Acoustic Version)

## Xếp hạng
| Bảng xếp hạng (2011–12)                      | Vị trí cao nhất |
| -------------------------------------------- | --------------- |
| Bỉ (Ultratip Flanders)                       | 4               |
| Bỉ (Ultratip Wallonia)                       | 34              |
| Canada (Canadian Hot 100)                    | 64              |
| Hungary (Rádiós Top 40)                      | 35              |
| Japan Adult Contemporary Airplay (Billboard) | 33              |
| Japan (Japan Hot 100)                        | 90              |
| Russia (Tophitru)                            | 47              |
| Slovakia (Rádio Top 100)                     | 68              |
| South Korea (Gaon Chart)                     | 6               |
| US Billboard Hot 100                         | 65              |
| US Pop Songs (Billboard)                     | 30              |
| Hoa Kỳ Adult Pop Airplay (Billboard)         | 20              |

## Lịch sử phát hành
| Nước           | Ngày                     | Định dạng                              | Nhãn hiệu               |
| -------------- | ------------------------ | -------------------------------------- | ----------------------- |
| New Zealand    | 31 tháng 7 năm 2011      | Phát sóng trên đài phát thanh          | Sony Music/RCA          |
| Đức            | 9 tháng 9 năm 2011       | Tải kĩ thuật số                        | Sony Music/RCA          |
| Mexico         | 9 tháng 9 năm 2011       | Tải kĩ thuật số                        | Sony Music/RCA          |
| Bỉ             | 9 tháng 9 năm 2011       | Tải kĩ thuật số                        | Sony Music/RCA          |
| Ireland        | 9 tháng 9 năm 2011       | Tải kĩ thuật số                        | Sony Music/RCA          |
| Ý              | 9 tháng 9 năm 2011       | Tải kĩ thuật số                        | Sony Music/RCA          |
| Úc             | 9 tháng 9 năm 2011       | Tải kĩ thuật số                        | Sony Music/RCA          |
| Luxembourg     | 9 tháng 9 năm 2011       | Tải kĩ thuật số                        | Sony Music/RCA          |
| Hà Lan         | 9 tháng 9 năm 2011       | Tải kĩ thuật số                        | Sony Music/RCA          |
| Na Uy          | 9 tháng 9 năm 2011       | Tải kĩ thuật số                        | Sony Music/RCA          |
| New Zealand    | 9 tháng 9 năm 2011       | Tải kĩ thuật số                        | Sony Music/RCA          |
| Áo             | 9 tháng 9 năm 2011       | Tải kĩ thuật số                        | Sony Music/RCA          |
| Thụy Điển      | 9 tháng 9 năm 2011       | Tải kĩ thuật số                        | Sony Music/RCA          |
| Pháp           | ngày 12 tháng 9 năm 2011 | Tải kĩ thuật số                        | Sony Music/RCA          |
| Tây Ban Nha    | ngày 13 tháng 9 năm 2011 | Tải kĩ thuật số                        | Sony Music/RCA          |
| Phần Lan       | ngày 13 tháng 9 năm 2011 | Tải kĩ thuật số                        | Sony Music/RCA          |
| Ba Lan         | 12 tháng 9 năm 2011      | Phát sóng trên Radio                   | Sony Music/RCA          |
| Úc             | 12 tháng 9 năm 2011      | Phát sóng trên Radio                   | Sony Music/RCA          |
| Vương quốc Anh | 23 tháng 10 năm 2011     | Tải kĩ thuật số                        | Epic Records            |
| France         | 31 tháng 10 năm 2011     | Tải kĩ thuật số (Phiên bản sang trọng) | Sony Music/Epic Records |
| Bỉ             | 31 tháng 10 năm 2011     | Tải kĩ thuật số (Phiên bản sang trọng) | Sony Music/Epic Records |
| Hy Lạp         | 31 tháng 10 năm 2011     | Tải kĩ thuật số (Phiên bản sang trọng) | Sony Music/Epic Records |
| Ireland        | 31 tháng 10 năm 2011     | Tải kĩ thuật số (Phiên bản sang trọng) | Sony Music/Epic Records |
| Ý              | 31 tháng 10 năm 2011     | Tải kĩ thuật số (Phiên bản sang trọng) | Sony Music/Epic Records |
| Luxembourg     | 31 tháng 10 năm 2011     | Tải kĩ thuật số (Phiên bản sang trọng) | Sony Music/Epic Records |
| Hà Lan         | 31 tháng 10 năm 2011     | Tải kĩ thuật số (Phiên bản sang trọng) | Sony Music/Epic Records |
| Bồ Đào Nha     | 31 tháng 10 năm 2011     | Tải kĩ thuật số (Phiên bản sang trọng) | Sony Music/Epic Records |
| Tây Ban Nha    | 31 tháng 10 năm 2011     | Tải kĩ thuật số (Phiên bản sang trọng) | Sony Music/Epic Records |
| Thụy Điển      | 31 tháng 10 năm 2011     | Tải kĩ thuật số (Phiên bản sang trọng) | Sony Music/Epic Records |
| Vương quốc Anh | 31 tháng 10 năm 2011     | Tải kĩ thuật số (Phiên bản sang trọng) | Sony Music/Epic Records |
| Mỹ             | 31 tháng 10 năm 2011     | Tải kĩ thuật số (Phiên bản sang trọng) | Sony Music/Epic Records |
| Canada         | 31 tháng 10 năm 2011     | Tải kĩ thuật số (Phiên bản sang trọng) | Sony Music/Epic Records |
| Mỹ             | 1 tháng 11 năm 2011      | Mainstream radio                       | Epic Records            |